# Waage (Symbol)

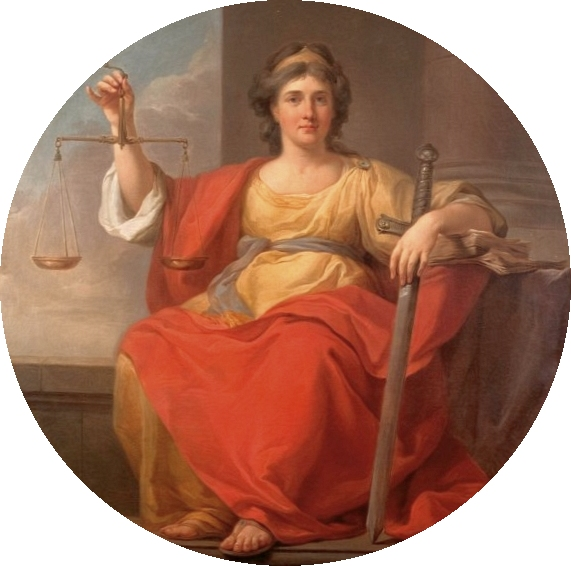
Marcello Bacciarelli, Allegorie der Gerechtigkeit (Justitia, die Waage haltend), 1792/93

Die Waage, üblicherweise in Form der Balkenwaage, symbolisiert zum einen das Marktrecht, wie es Orten und Städten durch Erlass des Lehnsherren übertragen wurde. 
Eine andere Bedeutung hat die Balkenwaage, speziell wegen ihrer symmetrischen Erscheinung bei erreichtem Gleichgewicht, als Symbol der Gerechtigkeit und als Attribut der Justitia. Hier wird sie als ein besonderes Wiedererkennungszeichen eingesetzt, und im übertragenen Sinne ist die Ausgewogenheit und die Neutralität zur Eigenschaft der Balkenwaage gemacht worden.

## Schriftzeichen
Unicode enthält ein Schriftzeichen für das Balkenwaagen-Symbol als U+2696 scales im Block „Verschiedene Symbole“ (nicht zu verwechseln mit dem astrologischen Tierkreiszeichen U+264E libra). Es wird gelegentlich in Wörterbüchern zur Kennzeichnung juristischer Fachausdrücke verwendet. 

## Heraldik

Ilshofen
Grafenhausen
Großrudestedt
Oberweißbach

Als Symbol des Handels oder der Gerechtigkeit ist die Balkenwaage in das Wappen vieler Orte aufgenommen worden und wird somit zur gemeinen Figur in der Heraldik (hier meist einfach als Waage bezeichnet). Aus den Erklärungen zur Wappenbeschreibung (Blasonierung) geht nicht immer der genaue Grund für die Wahl des Symbols hervor. In Einzelfällen kann ein solches Symbol physikalisch falsch sein, wenn die dargestellte Drehachse nicht oberhalb des Schwerpunkts des aufgehängten Systems liegt und die gezeigte Waage somit nicht im Sinne einer Balkenwaage funktionieren kann.
Beispielsweise führen die Orte Brelingen, Echzell, Hagenbüchach, Hefersweiler, Kelberg, Klingenmünster, Lindlar, Malberg, Neroth, Niederstadtfeld, Oberhaid, Offstein, Rimbach, Rockeskyll, Steimel, Strohn und Wagenhausen TG eine Waage im Wappen. In Ilshofen, Grafenhausen, Großrudestedt und Oberweißbach steht die Waage in Zusammenhang mit Justitia.

Staatswappen Kameruns
Staatswappen Tunesiens

Founex VD
Frickenhofen (Ostalb)
Hagenbüchach
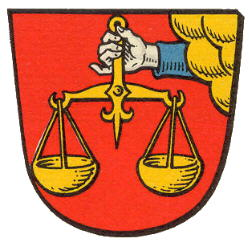
Mensfelden
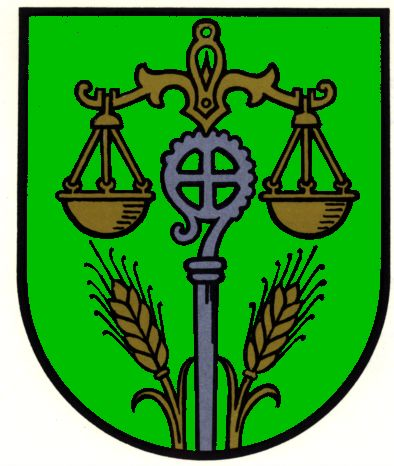
Midlum (Wurster Nordseeküste)
Oberhaid (Westerwald)
Onstmettingen
Rentweinsdorf
Wildeck

- Ilshofen
- Grafenhausen
- Großrudestedt
- Oberweißbach